# Leo Wyatt
Leo Wyatt es un personaje de ficción de la serie de televisión Charmed, propiedad de la WB. Está interpretado por el actor Brian Krause. Este personaje ha sido guía blanco, Anciano y Avatar. Leo es ahora un simple mortal.
Como Luz blanca y Anciano, Leo tuvo el poder de orbitar (teletransportarse en un torbellino de brillantes y celestes luces) a cualquier lugar. También podía recibir telepáticamente información sobre sus protegidos (gente a la que guíaba, brujas o futuros luces blancas). Él es prácticamente inmortal, pero puede morir si es atacado por la flecha de un luz negra.

## Los comienzos
Leo nació el 6 de mayo de 1924 en San Francisco, California. Es hijo de Christopher Wyatt, y se crio en Burlingame, California.
Leo se casó joven con una mujer de la localidad llamada Lillian. Él se alistó como médico en el Ejército de los Estados Unidos durante la Segunda Guerra Mundial junto a sus dos mejores amigos, los hermanos Nathan y Rick, muriendo los tres el 14 de noviembre de 1942 en la Batalla de Guadalcanal. El mismo día de su muerte, Leo fue convertido por los Ancianos en un luz blanca por sus buenos actos en la guerra y comenzó a ser aconsejado por uno de ellos, Gideon, quién se convirtió muy pronto en su amigo y mentor. Otra de las buenas amigas de Leo, y también luz blanca, fue Natalie. Leo es pacifista, desinteresado y de buen corazón, cualidades de las que se percataron los Ancianos. Leo ha tenido multitud de protegidos a su cargo: siempre futuros luces blancas o brujas. Después de su muerte, Leo regresó una noche a su hogar para despedirse de Lillian.
En los años 60, Leo se hace amigo de Penelope Jonhson, y Allen Halliwell, la abuela y el abuelo de las Embrujadas.

## Leo como Guía blanco
Leo fue el Guía blanco de las Embrujadas. Leo veló por ellas desde que eran niñas. Una vez que las brujas recibieron sus poderes, Leo se presenta en casa de las hermanas haciéndose pasar por un "arreglatodo", siempre tan necesario en una antigua casa victoriana, para proteger su gran secreto. Phoebe y Piper se sienten inmediatamente atraídas por él y el chico comienza a fijarse en Piper. Piper le invita a cenar en el "Quake" con la excusa de hablar sobre las maderas y barnices que quedarían mejor para la reparación de la casa.
Aunque Leo y Piper fueron comenzando poco a poco una relación, él tuvo que dejarla porque una norma de los Ancianos se oponía a los enamoramientos entre los luces blancas y sus protegidos. Los Ancianos le apartaron de Piper dándole otro cargo pero aun así, él siempre continuó cerca de las hermanas. Cuando Leo volvió, Phoebe le sorprendió usando sus poderes de luz blanca y descubrió su gran secreto. Piper y Prue no supieron nada hasta que un día llegó herido por la flecha de un luz negra. Piper intercambió sus poderes con él para poder curarlo.
Piper y sus hermanas realizan un viaje a un futuro subjetivo donde la joven puede observar como ella y Leo están divorciados y tienen una hija llamada Melinda. Con muchas dudas sobre si ese es el verdadero destino de ella y Leo, la chica comienza a interesarse por Dan Gordon el nuevo vecino y Leo va viendo como empieza una relación seria con Piper. Leo se vuelve a apartar de Piper pero decide regresar cuando la vida de la bruja corre grave peligro a causa de una grave enfermedad infecciosa. Desoyendo las órdenes de los Ancianos, Leo cura a Piper en el último momento pero los Ancianos se enteran de todo y le cortan las alas como castigo. En ese momento Piper vuelve a tener dudas acerca de su relación con Leo y decide pensar muy bien si continuar con Dan o elegir a Leo. Por su parte, Leo se enfrenta a una de las etapas más duras desde que conoció a las hermanas. Sin poderes y sin la oportunidad de consultar con los Ancianos, Leo se desespera al ver que la vida de Prue corre peligro y decide pedirle a los Ancianos que le devuelvan sus poderes.
Finalmente Leo y Piper logran estar juntos y se casan, aunque tienen numerosos problemas porque él tiene que ir y venir de vez en cuando, pero su amor prevalece y finalmente tuvieron dos hijos que no esperaban (Wyatt y Chris),ya que ellos esperaban tener a la niña que vieron en su futuro y que al final tuvieron